# Mihkel Oja
Mihkel Oja (* 3. Mai 1996 in Otepää) ist ein estnischer Skispringer.
Bei den Estnischen Winter-Meisterschaften 2012 gewann Oja im Mannschaftswettbewerb zusammen mit Artti Aigro und Karl-August Tiirmaa die Bronzemedaille. Bei den Sommermeisterschaften gewann er mit Aigro und Tiirmaa daraufhin die Goldmedaille. Ein Jahr später gewann er im Teamwettbewerb der Estnischen Winter-Meisterschaften 2013 zusammen mit Aigro und Tiirmaa erneut Gold.
International ist Mihkel Oja bisher nicht in Erscheinung getreten.